# فريق القتال سيرا لونغو
فريق القتال سيرا لونغو (بالإنجليزية: Serra-Longo Fight Team)‏ هو فريق لفنون القتال المختلطة مقره في لونغ آيلند، نيويورك تم إنشاؤه بواسطة مات سيرا وراي لونغو.